# اسپانیایی مکزیکی
اسپانیایی مکزیکی (اسپانیایی: español mexicano‎) از زبان‌گونه‌ها‌ی زبان اسپانیایی است که در مکزیک و بخش‌هایی از ایالات متحده آمریکا و کانادا، که جوامعی با منشأ هیسپانی تحت تأثیر رسانه‌های اسپانیایی‌زبان آمریکای شمالی قرار دارند وجود دارد، به آن تکلم می‌شود.
به دلایل تاریخی و اجتماعی، همچون همهٔ دیگر کشورهای اسپانیایی‌زبان، در مکزیک نیز گونه‌های متفاوتی از زبان و لهجه وجود دارد. شناخته شده‌ترین گونهٔ این زبان، گویش بخش‌های تحصیل کرده و طبقه کارگری مکزیکو سیتی است، که بیشتر رسانه‌های گروهی کشور را در خود جای داده است. به این لحاظ، آنچه از آن به «اسپانیایی مکزیکی» یاد می‌شود معمولاً این گونهٔ مرکز مکزیک است.